# Acanthiza uropygialis
Az Acanthiza uropygialis a madarak osztályának verébalakúak (Passeriformes) rendjébe, az ausztrálposzáta-félék (Acanthizidae) családjába tartozó  faj.

## Rendszerezése
A fajt John Gould angol ornitológus írta le 1838-ban.

## Előfordulása
Ausztrália területén honos. A természetes élőhelye száraz szavannák és cserjések, valamint legelők.

## Megjelenése
Testhossza 9-11 centiméter, testtömege 6 gramm.

## Életmódja
Ízeltlábúakkal táplálkozik.